# Heimatwehr
Die Heimatwehr war eine schweizerische Partei, die der Frontenbewegung zugerechnet wird.

## Geschichte
Die Heimatwehr wurde 1925 in Zürich gegründet. Anfangs vertrat sie die Interessen der Kleinbauern und konnte nach der Agrarkrise im Berner Oberland und im Emmental einige Erfolge erzielen. Hauptthemen waren eine Zinsreduktion, stabile Abnahmepreise und eine Importregelung. Ab 1930 entstanden auch Ortsgruppen im Amtsbezirk Thun, im Frutigland und im Simmental. Im Schwarzenburger Land fanden zwar Veranstaltungen statt, es gelang der Partei aber dort nicht, Wählerstimmen zu gewinnen. Die Zahl der Mitglieder scheint nie mehr als etwa 1000 Personen betragen zu haben.
1933 übernahmen die faschistischen Kräfte die Leitung der Heimatwehr. Sie schloss sich mit der anderen Faschisten für verschiedene Aktionen zusammen. Am 17. Oktober 1933 reisten zwei leitende Heimatwehrfunktionäre und der waadtländische Faschist Oberst Arthur Fonjallaz nach Rom und übergaben dort Benito Mussolini einen geschnitzten Bären. In Rom gab Fonjallaz die Gründung der Schweizerischen Faschistischen Bewegung bekannt. Auch die Gruppe Parti agraire valaisan nahm an der Reise nach Rom teil.
Während der Grossratswahlen 1934 stellte sich die Heimatwehr in den Amtsbezirken Frutigen, Obersimmen-, Niedersimmental, Thun, Seftigen, Konolfingen und Signau zur Wahl. Sie gewann drei Sitze. Alle gewählten Vertreter waren Landwirte. Im Amtsbezirk Frutigen wählten rund 40 Prozent und in den Gemeinden Kandergrund und Krattigen sogar mehr als 50 Prozent aller Stimmenden die Vertreter der Heimatwehr. Im Februar 1934 schlossen sich die Heimatwehr und die Schweizerische Faschistische Bewegung zur Helvetischen Aktion zusammen. Ende 1934 spaltete sich jedoch die Helvetische Aktion wieder auf, da man sich über die Zusammenarbeit mit den Faschisten nicht einigen konnte. Die Heimatwehr gab sich neue Parteistatuten und verpflichtete sich auf die schweizerische Verfassung und zur Demokratie. Der Parlamentarismus wurde jedoch weiterhin bekämpft.
Bei den Nationalratswahlen 1935 kandidierte die Heimatwehr auf einer gemeinsamen Liste mit der Nationalen Front (Nationale Erneuerung). Es gelang jedoch nicht, einen Sitz zu erobern. 1936 wurde der Verkauf der Parteizeitung eingestellt. Bei den Grossratswahlen 1938 kandidierte die Heimatwehr noch in den Amtsbezirken Frutigen und Thun. Der einzige Gewählte war Ludwig Lengacher. 1942 starb Lengacher. Die Heimatwehr löste sich 1946 endgültig auf.

## Ideologische Ausrichtung
Das Verhältnis der Heimatwehr zum Faschismus war zwiespältig. Gewisse Sympathien zum faschistischen Italien scheinen vorhanden gewesen zu sein. Auch gab es einen gewissen Grad an Antisemitismus der Bauern, der sich vor allem gegen jüdische Vieh- und Liegenschaftshändler und Warenhausbesitzer richtete.